# 에드워드 티치너

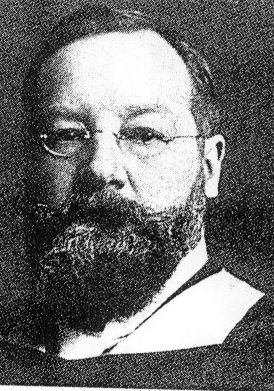

에드워드 브래드포드 티치너(Edward Bradford Titchener, 1867년 1월 11일 ~ 1927년 8월 3일)는 몇 년 동안 빌헬름 분트에게서 수학한 영국의 심리학자였다. 티치너(Titchener)는 마음의 구조를 설명하는 심리학 버전인 구성주의를 만든 것으로 가장 잘 알려져 있다. 그는 코넬 대학 교수가 된 후 미국에서 규모있는 박사 프로그램을 만들었고 그의 첫 대학원생인 마가렛 플로이 워시번(Margaret Floy Washburn)은 심리학 박사 학위를 받은 최초의 여성이 되었다.

## 같이 보기
- 윌리엄 제임스